# Kopalnia Węgla Kamiennego Kleofas

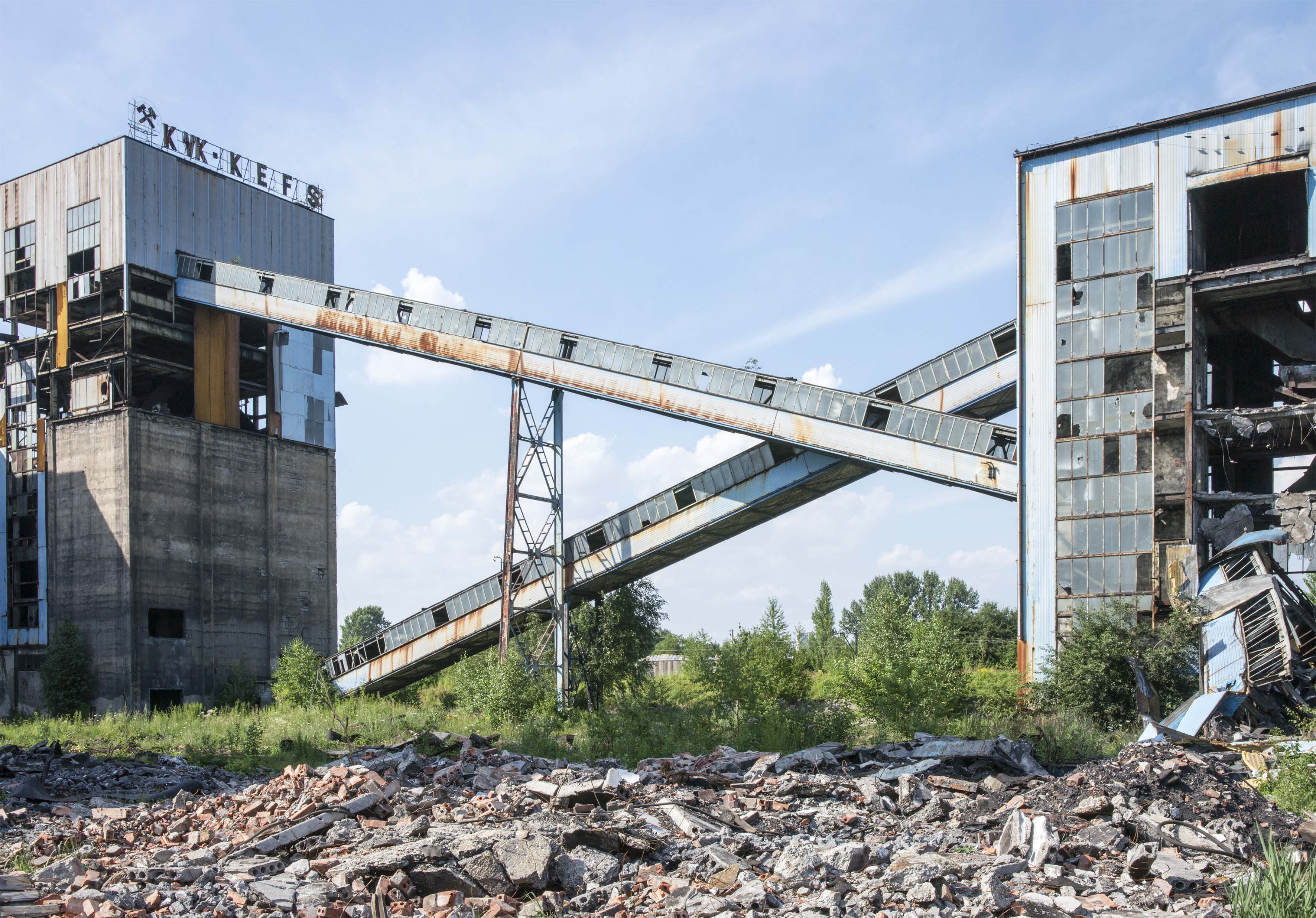
Ruinen auf Kleofas (Stand Sommer 2013); inzwischen abgerissen

Das Bergwerk Kleofas (polnisch Kopalnia Węgla Kamiennego Kleofas; alte deutsche Bezeichnung Cleophasgrube) war ein  Steinkohlenbergwerk in Katowice-Załęże (Kattowitz-Zalenze), Polen.

## Geschichte
Das Bergwerk Cleophasgrube (die Schreibweise Kleofas wurde erst in der polnischen Zeit eingeführt) wurde im Jahr 1840 im damaligen Kattowitz gegründet, die Förderung begann 1845. Anfänglich (Stand 1855) bestand das Bergwerk aus den Feldern Adam, Eva, Joseph, Jenny und Rinaldo, später kamen Beatenssegen II, Zur Gottes Gnade und Christnacht hinzu, so dass die Berechtsame 1912 insgesamt 4,94 km² umfasste. Die Zeche gehörte zur einen Hälfte Karl Godulla und zur anderen dem jüdischen Kaufmann und Händler Löbl Freund. Die Kohleproduktion wurde im Jahr 1867 eingestellt und unter der Regie der Firma Georg von Giesches Erben erst 1886 wiederaufgenommen, als diese sich verstärkt nicht mehr der Zinkproduktion, sondern dem Steinkohlenbergbau zuwandte. Erst jetzt konnte man an eine Lösung des Problems denken, dass es an den Schachtansatzpunkten nahe der Oberschlesischen Eisenbahnlinie eine 70 m starke Diluvialbedeckung der flözführenden Schichten gab, die zu erheblichen Wasserzuflüssen führten und die nur durch eine leistungsfähige Wasserhaltung zu beherrschen war. Ein weiteres Problem bestand darin, dass zwischen dem Morgenrothflöz und den Sattelflözschichten fast 300 Meter lagen.

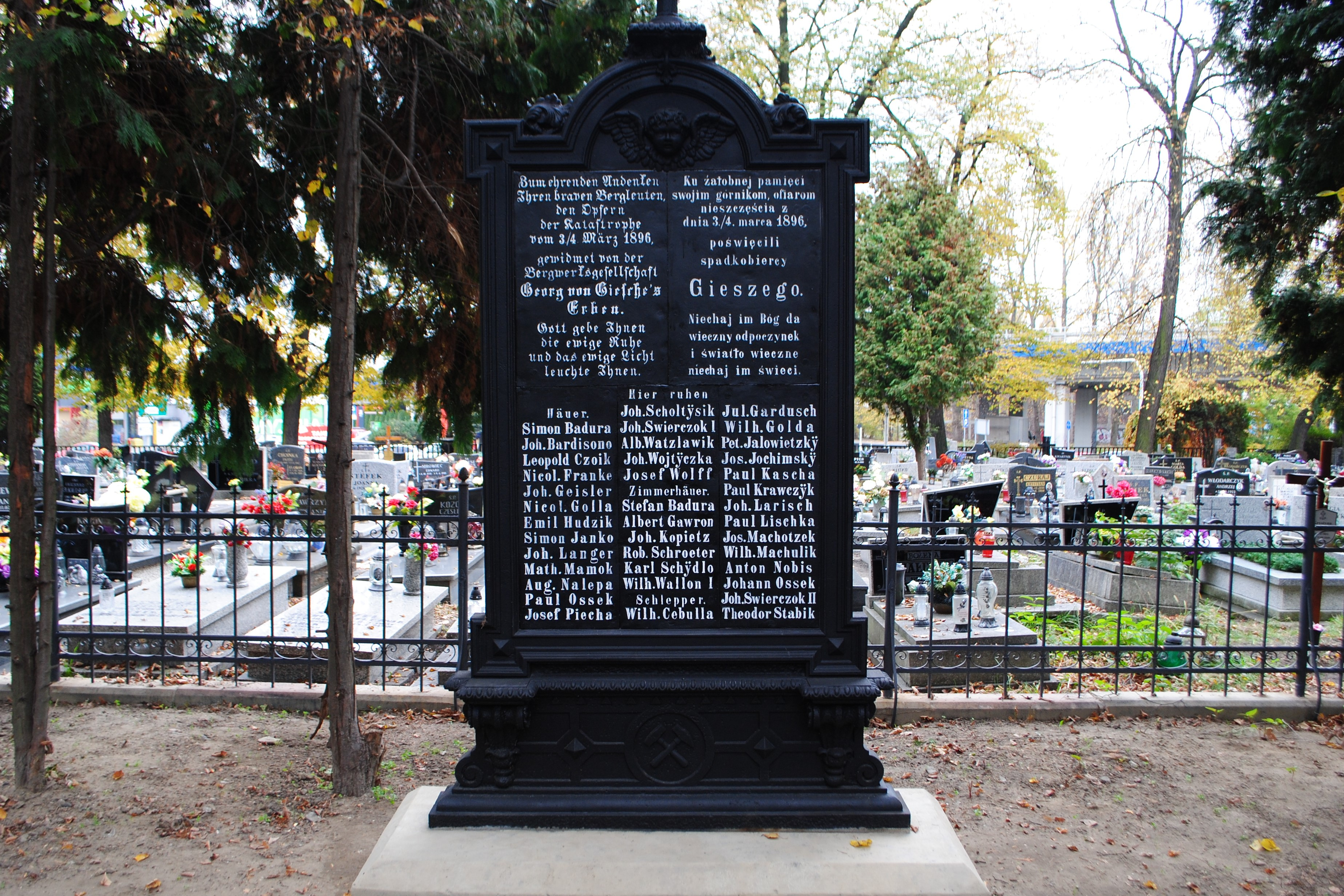
Denkmal für die Verunglückten der Cleophasgrube 1896

Am 3. März 1896 brach ein Feuer aus, das etwa 104 Bergleute tötete.  
1912 war das Bergwerk in drei Abteilungen gegliedert, die aber horizontal und nicht vertikal definiert waren. Die oberste (erste) Abteilung verfügte über Sohlen in 126 und 162 m Tiefe und hatte die Förder- und Seilfahrtschächte Walter und Schwarzenfeld II; der Bewetterung diente der Schacht Caesar. Die mittlere bzw. zweite Abteilung (Sohlen IV 444 m und V 510 m) baute ein 5,5 m mächtiges Sattelflöz ab und verfügte über die Förderschächte Recke und Ulrich. Die dritte Abteilung baute von den gleichen Sohlen aus das 7,5 m mächtige Gerhardflöz ab und hob dessen Kohle über den Frankenbergschacht zu Tage. Die Bewetterung erfolgte über die Schächte Ulrich und Schwarzenfeld I. Vertikal betrachtet, bildeten die drei genannten Förderschächte Walter, Recke und Frankenberg die Zentralförderanlage des Bergwerks, in der auch die Kohle aufbereitet und verladen wurde.

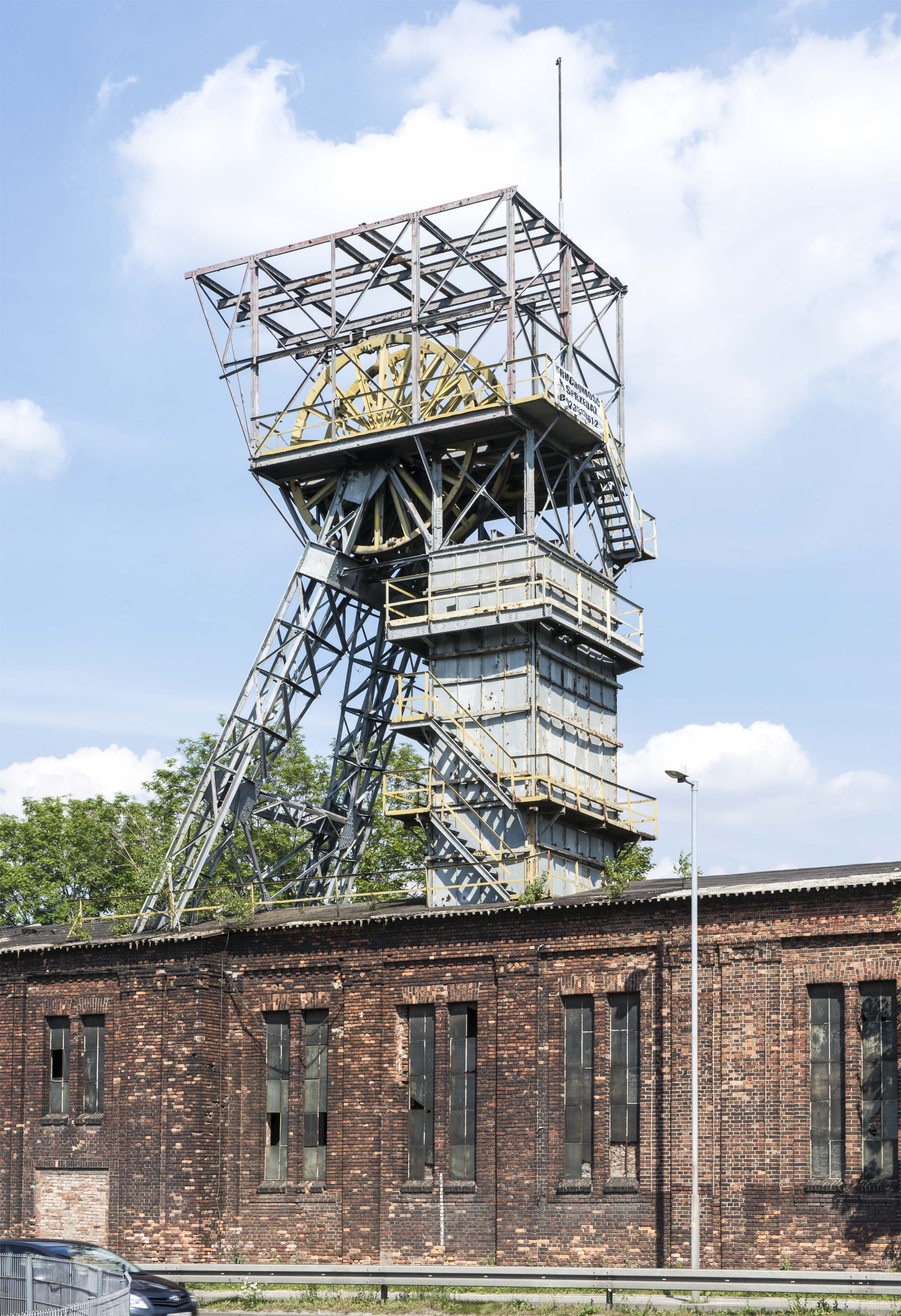
Schacht Wschodni

Vor der Zusammenlegung von Kleofas mit dem Bergwerk Gottwald im Jahr 1974 besaß das Bergwerk sieben Schächte, von denen sechs bereits seit fast 100 Jahren existierten. Die Zentralanlage verfügte über die Schächte Fortuna III (Recke), II (Walter) und I (Frankenberg), eine Nebenanlage über Schacht Wschodni (Schwarzenfeld; zwischenzeitlich dort auch Schacht Christoph) und die drei Wetterschächte Zachodni (Caesar), Ulrich (Ulrich) und Bederowice.
1990 erfolgte die Zusammenlegung mit der Zeche Gottwald/Eminenz, und die abgebaute Kohle wurde allein auf Kleofas zu Tage gehoben. Nach einer kurzzeitigen Fusion mit Katowice/Ferdinand wurde die Zeche im Oktober 2004 stillgelegt. (Förderung 1913: 1,09 Mio. t; 1938: 109.905 t; 1970: 1,97 Mio. t)

## Gegenwart
Bis zum Jahr 2014 existierten noch einige Ruinen (Bandbrücken; Wäsche; Verladung) der zentralen Schachtanlage, die danach aber in Gänze abgerissen wurden. Nur das Gerüst über Schacht Wschodni an der ul. Bocheńskiego blieb erhalten.